# Відкритий чемпіонат Австралії з тенісу 1981
Відкритий чемпіонат Австралії з тенісу 1981 — тенісний турнір, що проходив між 24 грудня та 3 січня 1981 року на кортах стадіону Куйонг у Мельбурні, Австралія. Це був 70-й чемпіонат Австралії з тенісу і четвертий турнір Великого шолома в 1981 році.

## Огляд подій та досягнень
У чоловіків минулорічний чемпіон Браян Тічер не брав участі в турнірі, а турнір виграв Йоган Крік, для якого це був перший титул Великого шолома в кар'єрі.
У жінок минулорічна чемпіонка Гана Мандлікова програла в чвертьфіналі. Перемогла Мартіна Навратілова, уперше ставши австралійською чемпіонкою й здобувши третій титул Великого шолома.

## Результати фінальних матчів

### Дорослі
| Одиночний розряд. Чоловіки |                                 |                              |
| Йоган Крік                 | Стів Дентон                     | 6–2, 7–6(7–1), 6–7(1–7), 6–4 |
|                            |                                 |                              |
| Одиночний розряд. Жінки    |                                 |                              |
| Мартіна Навратілова        | Кріс Еверт                      | 6–7(4–7), 6–4, 7–5           |
|                            |                                 |                              |
| Парний розряд. Чоловіки    |                                 |                              |
| Марк Едмонсон Кім Ворвік   | Генк Пфлістер Джон Сарді        | 6–3, 6–7, 6–3                |
|                            |                                 |                              |
| Парний розряд. Жінки       |                                 |                              |
| Кеті Джордан Енн Сміт      | Мартіна Навратілова Пем Шрайвер | 6–2, 7–5                     |
|                            |                                 |                              |
| Мікст                      |                                 |                              |
| Змагання не проводилися    |                                 |                              |
|                            |                                 |                              |

### Юніори
| Одиночний розряд. Хлопці        |              |          |
| Єрген Віндаль                   | Пет Кеш      | 6–4, 6–4 |
|                                 |              |          |
| Одиночний розряд. Дівчата       |              |          |
| Енн Мінтер                      | Корінн Ваньє | 6–4, 6–2 |
|                                 |              |          |
| Парний розряд. Хлопці           |              |          |
| Змагання не проводилися до 1983 |              |          |
|                                 |              |          |
| Парний розряд. Дівчата          |              |          |
| Змагання не проводилися до 1983 |              |          |
|                                 |              |          |